# Papua-neuguineische Cricket-Nationalmannschaft
Die papua-neuguineische Cricket-Nationalmannschaft (englisch Papua New Guinea national cricket team), deren Spieler auch unter dem Spitznamen Barramundis bekannt sind, vertritt Papua-Neuguinea auf internationaler Ebene in der Sportart Cricket. Das Team wird vom Verband Cricket PNG (CPNG) geleitet und ist seit 1973 assoziiertes Mitglied im International Cricket Council. Damit gehört es zur zweiten Reihe der Nationalmannschaften und verfügt seit 2019, wie alle ICC-Mitglieder, über vollen T20I-Status. Größter Erfolg bei Turnieren war das Erreichen der Vorrunde beim T20 World Cup (2021 und 2024).

## Geschichte

### Vor dem Beitritt zum ICC

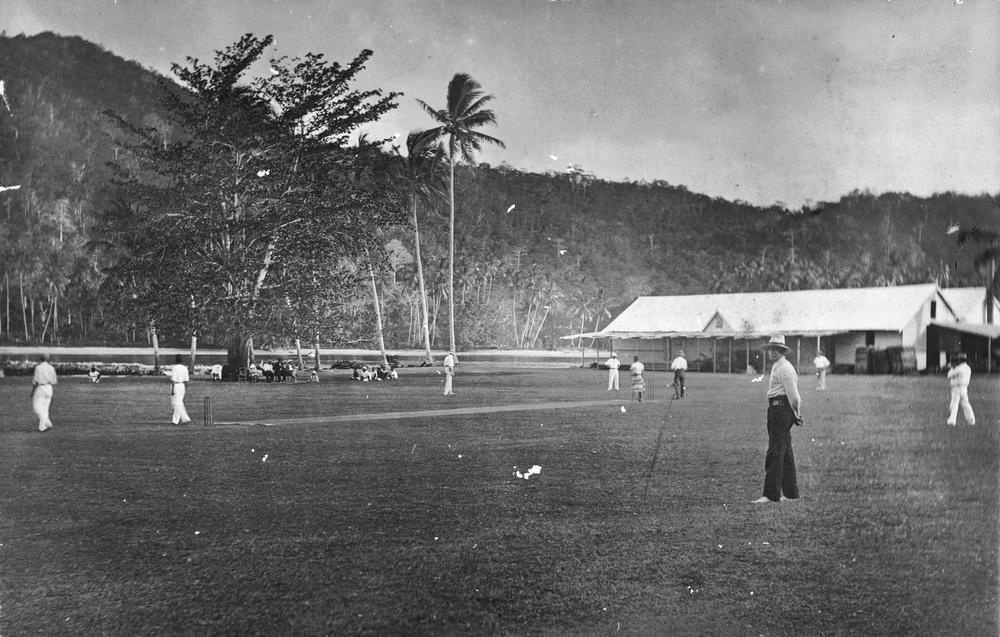
Cricketspiel auf der Insel Kwato, Papua-Neuguinea, ca. 1905

Christliche Missionare aus England führten Cricket im frühen 20. Jahrhundert im Territorium Papua ein. Es wurde dort von einigen Stämmen aufgenommen, die es in eigenen Versionen betrieben, wobei Mannschaften mit mehr als 50 Spielern keine Seltenheit waren. In der Kolonie Deutsch-Neuguinea war Cricket hingegen völlig unbekannt. Dort fand der Sport erst Verbreitung, als Australien 1920 die Verwaltung des Völkerbund-Mandates im Territorium Neuguinea übernahm.
Seither wird Cricket in den ländlichen Gebieten vor allem von der einheimischen Bevölkerung gespielt, in den Städten wie Port Moresby hingegen überwiegend von britischen und australischen Einwanderern. 1937 wurde erstmals ein Turnier zwischen Clubs der Stadt ausgetragen. Das erste offizielle Spiel auf internationaler Ebene fand 1972 gegen eine australische Auswahl im Amini Park in Port Moresby statt. Dabei spielten neun australische und britische Expats sowie zwei indigene Spieler für Papua-Neuguinea. Als Zentrum des Crickets bildete sich das Dorf Hanuabada im Einzugsbereich von Port Moresby heraus, das seitdem zahlreiche Spieler der Nationalmannschaft stellt.

### Beitritt zum ICC und erste WM-Qualifikationsturniere
1972 gründete sich der Verband Cricket PNG (CPNG) als Papua New Guinea Cricket Board of Control (PNGCBC), der ein Jahr später assoziiertes Mitglied des International Cricket Council (ICC) wurde. Nach der Unabhängigkeit des Landes im Jahr 1975 begab sich der Weltmeister West Indies, der sich auf dem Weg zu einer Tour in Australien befand, für zwei Spiele nach Papua-Neuguinea. Für den Gastgeber spielten sechs einheimische Spieler und seitdem wird die Mannschaft, die den Spitznamen Barramundis trägt, von ihnen dominiert.
Für den ersten Cricket World Cup 1975 erhielt Papua-Neuguinea keine Einladung. Das erste internationale Turnier spielten die Papuaner bei der ICC Trophy 1979, die als Qualifikation für den Cricket World Cup 1979 diente. Dabei schieden sie in der Vorrunde aus und verpassten die Endrunde. Im selben Jahr gewannen sie beim Cricket-Turnier der ersten Südpazifikspiele 1979 die Goldmedaille, die sie seither bei jeder Austragung gewinnen konnten. Nach einer Tour durch Australien im Jahr 1981 erreichten die Papuaner bei der ICC Trophy 1982 den dritten Platz, nachdem sie im Halbfinale gegen Bermuda ausgeschieden waren, jedoch das Play-off gegen Bangladesch gewannen. Dennoch versäumten sie den Cricket World Cup 1983.
Papua-Neuguinea scheiterte bei der ICC Trophy 1986 abermals in der Vorrunde und verpasste den Cricket World Cup 1987, obschon die Mannschaft gegen Gibraltar den Rekord für das höchste Ergebnis in der Turniergeschichte aufstellte, nachdem sie im eigenen Innings 455/9 erzielt hatte und das Spiel mit 369 Runs gewann. Die Papuaner erholten sich davon und gewannen das Cricketturnier der Südpazifikspiele 1987 in Neukaledonien. Bei der ICC Trophy 1990 in den Niederlanden erreichten sie die Zwischenrunde, verpassten jedoch den Cricket World Cup 1992. Anschließend gewannen sie beim Cricket-Turnier der Südpazifikspiele 1991 auf eigenen Boden die Goldmedaille.
Bei der in Nairobi ausgetragenen ICC Trophy 1994 erreichte Papua-Neuguinea das Plate Final (Platzierungsspiele der Dritt- und Viertplatzierten der Vorrunde), erschien jedoch nicht zum Spiel, da der Verband in der Nichterwartung dieses Erfolges bereits den Heimflug gebucht hatte. Aus diesem Grund schied die Nationalmannschaft in der Qualifikation zum Cricket World Cup 1996 aus. Dies war ein allgemeines Problem für Papua-Neuguinea, da das Land nur unregelmäßig von Linienflügen angeflogen wird. Ebenso verließen die Papuaner die ACC Trophy 1998 in Nepal frühzeitig, nachdem sie die ersten beiden Spiele verloren hatten und nicht mehr gegen die Malediven antraten, da die Mannschaft ansonsten mehr als eine Woche auf den nächsten Flug hätte warten müssen. Demzufolge unternahm sie selten Touren außerhalb von internationalen Turnieren, nennenswerte Ausnahmen sind eine Tour in Fidschi 1977, eine Tour in Hongkong in den frühen 1980er Jahren und die Australientour 1981.

### Moderne Zeit
Die ACC Trophy 1996 in Kuala Lumpur gab Papua-Neuguinea die Chance auf ein weiteres internationales Turnier. Dort erreichte die Nationalmannschaft das Halbfinale, unterlag jedoch gegen Bangladesch. An der Austragung 1998 nahm sie ebenfalls teil, verließ diese jedoch vorzeitig. Seit der Gründung der Entwicklungsregion East Asia/Pacific des ICC 1996 nahm sie jedoch nicht mehr an diesem Turnier teil, da sie gleichzeitig den Asian Cricket Council verließ. Seit dem Wechsel gilt die Mannschaft als die stärkste der Region East Asia/Pacific hinter den beiden Testnationen Australien und Neuseeland. Zwischen den beiden ACC Trophies erreichte Papua-Neuguinea bei der ICC Trophy 1997 den 13. Platz, was nicht zur Qualifikation für den Cricket World Cup 1999 reichte. Bei der ICC Trophy 2001 in Ontario kamen die Papuaner nicht über die erste Runde hinaus und verpassten so den Cricket World Cup 2003. Beim Pacifica Cup 2001 erreichten sie den dritten Platz und den Pacifica Cup 2002 entschieden sie mit einem Sieg gegen Tonga im Finale für sich.
Beim Cricket-Turnier der Südpazifikspiele 2003 gewann Papua-Neuguinea abermals die Goldmedaille und in den Play-offs für die ICC Trophy 2005 besiegte es im Finale Fidschi. Damit erreichten die Papuaner die ICC Trophy 2005, belegten dort aber nur den elften Platz und verpassten so den Cricket World Cup 2007 deutlich. Bei der Division Three 2007 in Darwin erreichten die Papuaner den dritten Platz. Im Cricket-Turnier der Südpazifikspiele 2007 gewannen sie abermals die Goldmedaille. Während des Turnieres erzielten sie im Eintagesspiel gegen Neukaledonien ein Rekordergebnis von 572/7.
Ende Januar 2009 besuchte Papua-Neuguinea die argentinische Hauptstadt Buenos Aires für die Division Three 2009, wo die Mannschaft auf dem Gastgeber, die Cayman Islands, Uganda sowie die beiden besten Mannschaften der Division Four 2008 – Afghanistan und Hongkong – traf. Von dort qualifizierten sich die beiden besten Mannschaften schließlich für den Cricket World Cup Qualifier 2009 des Cricket World Cup 2011. Die Papuaner verpassten die Qualifikation knapp und erreichten aufgrund einer etwas schwächeren Net Run Rate den dritten Platz hinter Afghanistan und Uganda (Afghanistan +0.971, Uganda +0.768, Papua-Neuguinea +0.665).
Im April 2011 nahmen die Papuaner an der Division Two in den Vereinigten Arabischen Emiraten teil und schlossen diese auf dem dritten Platz ab, womit sie den Cricket World Cup Qualifier 2014 in Neuseeland erreichten. Im Februar 2013 nahm Papua-Neuguinea an der East Asia-Pacific Men’s in Auckland teil, wo es in der Gruppenphase unbesiegt blieb und im Finale Vanuatu bezwang. Damit erreichte das Team die World Twenty20 Qualifier 2013 in den Vereinigten Arabischen Emiraten im Oktober.

### ODI- und T20I-Status

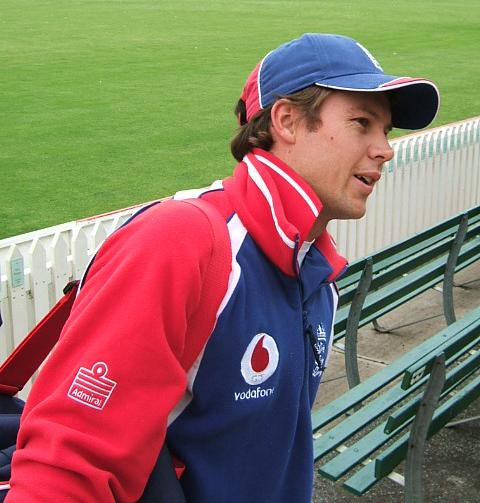
Der Wicket-Keeper Geraint Jones spielte von 2004 bis 2006 für England und von 2012 bis 2014 für Papua-Neuguinea

In der folgenden World Cricket League gelang es, sich in der Division 3 in der Vorrunde durchzusetzen und so trotz der Finalniederlage gegen Hongkong aufzusteigen. In der Division 2 belegten die Papuaner den dritten Platz und qualifizierten sich so für den ICC Cricket World Cup Qualifier 2014. Dort überstanden sie die Vorrunde und wurden Vierter in der Super Six. Damit verpassten sie zwar die Qualifikation für den Cricket World Cup 2015, bekamen jedoch für diese Leistung ODI-Status zugesprochen. Das erste ODI bestritten sie im November desselben Jahres in einer Serie von zwei Spielen gegen Hongkong in Australien und konnten diese für sich entscheiden. Nachdem die Papuaner das erste ODI mit vier Wickets und das zweite mit drei Wickets gewonnen hatten, wurden sie die erste Mannschaft, die ihre ersten beiden ODIs gewinnen konnte.
Zeitgleich mit dem ODI-Status erhielt Papua-Neuguinea vom ICC auch T20I-Status zuerkannt. Im T20I-Cricket hatten die Papuaner an den Qualifikationen für die ersten drei T20 World Cups (2007, 2009 und 2010) nicht teilgenommen. Bei der Qualifikation für die Weltmeisterschaft 2012 belegten sie den achten Platz, ebenso 2013 und 2015. Damit verpassten sie die T20 World Cups der Jahre 2012, 2014 und 2016. Beim letztgenannten Qualifikationsturnier war Papua-Neuguineas erstes T20I für den 13. Juli 2015 gegen Hongkong angesetzt. Das Spiel musste jedoch nach Regenschauern abgesagt werden. Zwei Tage später absolvierten sie schließlich ihr T20I-Debüt gegen Irland und gewannen es mit zwei Wickets. Mit dem Sieg gegen Nepal am 17. Juli erreichten sie als erste Mannschaft im Turnier die Play-offs.
Mit den ODI-Status spielte Papua-Neuguinea seine ersten First-Class-Matches innerhalb des ICC Intercontinental Cup 2015–2017. Dort belegte die Mannschaft jedoch nur den siebten Platz unter acht Teilnehmern. Im ODI-Cricket spielten die Papuaner zu der Zeit in der ICC World Cricket League Championship 2015–17. Dort konnten sie sich als Vierte direkt für den ICC Cricket World Cup Qualifier 2018 qualifizieren. Bei diesem Turnier verloren sie jedoch in der Vorrunde alle Spiele und belegten letztlich den neunten Platz. Damit büßte Papua-Neuguinea den ODI-Status wieder ein. Im September 2017 schlug der damalige Nationaltrainer Jason Gillespie vor, Papua-Neuguinea am australischen One-Day Cup teilnehmen zu lassen. In der ICC World Cricket League Division Two 2019 erreichten die Papuaner den vierten Vorrundenplatz, womit sie den ODI-Status zurückerhielten.
Mit Erlangung des ODI-Status qualifizierte sich Papua-Neuguinea für die Cricket World Cup League 2 2019–2023, die als ein Qualifikationsweg zum Cricket World Cup 2023 diente. Die erste Runde in Schottland beendeten die Papuaner hinter dem Gastgeber und Oman auf dem dritten Platz. In der zweiten Runde in den Vereinigten Staaten verloren sie jeweils beide Spiele gegen den Gastgeber und Namibia. In der siebten Runde verloren sie wieder alle vier Spiele, diesmal gegen Oman und Schottland. In der zehnten Runde in den Vereinigten Arabischen Emiraten gewannen sie erstmals ein ODI in dieser Serie, als sie das vierte Spiel gegen den Gastgeber mit sechs Wickets für sich entschieden. Die elfte Runde sollte ursprünglich in Papua-Neuguinea stattfinden, wurde jedoch aufgrund von Reisebeschränkungen in die Vereinigten Arabischen Emirate verlegt. Dort verloren die Papuaner erneut alle ihre Spiele gegen Oman und Schottland. In der 16. Runde gewannen sie ein Spiel gegen die Vereinigten Staaten, während beide Spiele gegen Namibia verloren gingen; das erste Spiel gegen die Vereinigten Staaten endete unentschieden. In der 17. Runde konnte das Team kein Spiel gegen Namibia und die Vereinigten Staaten gewinnen. In der 20. Runde gewann Papua-Neuguinea je zwei Spiele gegen Nepal und die Vereinigten Arabischen Emirate. In der 21. Runde gegen dieselben Gegner gelang ihnen nur ein Sieg gegen die Vereinigten Arabischen Emirate. Damit beendeten die Papuas die Cricket World Cup League 2 auf dem letzten Platz und erreichten das Cricket World Cup Qualifier Play-off 2023. Diese schlossen sie ebenfalls nur auf dem letzten Platz ab und verpassten damit den Cricket World Cup Qualifier 2023 für den Cricket World Cup 2023. Trostpreis war das Erreichen der Cricket World Cup Challenge League 2023–2026 für den Cricket World Cup 2027.

### Erste Weltmeisterschaftsteilnahmen
Am 30. März 2021 wurde Carl Sandri als neuer Nationaltrainer und High Performance-Manager für alle drei Nationalmannschaften angestellt und mit der Talentsuche für die Nationalmannschaft Papua-Neuguineas beauftragt. Nachdem das Team sich in der Regional-Qualifikation für den ICC Men’s T20 World Cup Qualifier 2019 durchsetzen konnte, gelang es, sich dort direkt als Vorrundenerster für seine erste Weltmeisterschaft zu qualifizieren. Bei dem auf das Jahr 2021 verschobenen T20 World Cup in Oman und den Vereinigten Arabischen Emiraten verloren die Papuaner jedoch alle ihre drei Spiele gegen Bangladesch, Oman und Schottland deutlich und schieden so in der Vorrunde aus. In der T20 World Cup Global Qualifier Group B 2022 erreichte Papua-Neuguinea den dritten Platz, was jedoch nicht ausreichend war, um sich für den T20 World Cup 2022 zu qualifizieren. Dagegen gewannen sie die Ostasien/Pazifik-Qualifikation zum T20 World Cup 2024 in den West Indies und den Vereinigten Staaten. Dort war das Team jedoch chancenlos und unterlag den West Indies, Uganda, Afghanistan und Neuseeland jeweils deutlich, womit es abermals nicht über die Vorrunde hinauskam.

## Organisation
Cricket PNG (CPNG) wurde 1972 als Papua New Guinea Cricket Board of Control (PNGCBC) gegründet. Seit 1973 vertritt der Verband Papua-Neuguinea beim International Cricket Council (ICC) als assoziiertes Mitglied. Er ist verantwortlich für die Organisation des Cricketsports in Papua-Neuguinea. Dabei sind viele Nationalspieler beim Verband in unterschiedlichen Funktionen angestellt.
Cricket PNG stellt die Papua-Neuguinea vertretenden Cricket-Nationalmannschaften, einschließlich der für die Männer, Frauen und Jugend, zusammen. Der Verband ist außerdem für die Durchführung von ODI- und T20I-Serien gegen andere Nationalmannschaften sowie die Organisation von Heimspielen und -turnieren verantwortlich. Neben der Aufstellung des Teams kümmert er sich auch um den Kartenverkauf, die Gewinnung von Sponsoren und die Vermarktung der Medienrechte.
Kinder und Jugendliche werden bereits in der Schule an den Cricketsport herangeführt und je nach Interesse und Talent beginnt dann die Ausbildung. Wie andere Cricketnationen verfügt Papua-Neuguinea über eine U-19-Nationalmannschaft, die an der entsprechenden Weltmeisterschaft teilnimmt.

## Trikots, Logo und Spitzname
Im ODI- und T20I-Cricket tragen papua-neuguineische Spieler rote Trikots mit schwarzen Farbakzenten sowie roten Ärmeln und einem schwarzen Halskragen, dazu schwarzen Hosen. Feldspieler tragen eine rote Baseball-Kappe oder einen roten Sonnenhut. Die Helme der Batter sind ebenfalls rot gehalten. Bei offiziellen ICC-Turnieren erscheint das Logo des Sponsors auf dem rechten Ärmel und die Aufschrift PNG auf der Vorderseite des Trikots. Zum T20 World Cup 2021 nutzte die Mannschaft ein neues Farbschema aus Schwarz, Gelb und Orange.
Das Logo von Cricket PNG zeigt einen roten Cricketball mit gelben Bewegungslinien, der ein schwarzes Wicket trifft. Im Hintergrund ist ein Paradiesvogel, das Wappentier Papua-Neuguineas, vereinfacht dargestellt.
Der Spitzname der papua-neuguineischen Cricket-Nationalmannschaft lautet Barramundis, abgeleitet vom gleichnamigen Fisch, der in den Gewässern vor Papua-Neuguinea vorkommt.

## Heimstadion
Das Heimstadion des Teams ist der Amini Park in Port Moresby, das im Besitz von Cricket PNG ist und seit 1972 genutzt wird. Es ist nach der Familie Amini benannt, die zahlreiche Nationalspieler hervorbrachte.
| Nr. | Stadion    | Stadt        | Erstaustragung  |
| --- | ---------- | ------------ | --------------- |
| 1   | Amini Park | Port Moresby | 6. Oktober 2017 |

## Spieler

### Spielerstatistiken
Insgesamt haben 29 Spieler für Papua-Neuguinea ODIs und 30 Spieler T20Is gespielt. Im Folgenden sind die Spieler aufgeführt, die für die Nationalmannschaft die meisten Runs und Wickets erzielt haben.

#### Runs
| ODI                  | ODI                  | ODI                  | ODI                  | T20I                 | T20I                 | T20I                 | T20I                 |
| Spieler              | Zeitraum             | ODIs                 | Runs                 | Spieler              | Zeitraum             | T20Is                | Runs                 |
| -------------------- | -------------------- | -------------------- | -------------------- | -------------------- | -------------------- | -------------------- | -------------------- |
| Assad Vala           | 2014–2023            | 66                   | 2.003                | Tony Ura             | 2015–heute           | 60                   | 1.634                |
| Tony Ura             | 2014–2023            | 61                   | 1.363                | Assad Vala           | 2015–heute           | 63                   | 1.274                |
| Charles Amini        | 2014–2023            | 49                   | 1.128                | Charles Amini        | 2015–heute           | 59                   | 1.028                |
| Sese Bau             | 2016–2023            | 57                   | 1.089                | Sese Bau             | 2016–heute           | 56                   | 0958                 |
| Lega Siaka           | 2014–2022            | 47                   | 0931                 | Lega Siaka           | 2015–heute           | 62                   | 0773                 |
| Stand: 18. Juni 2024 | Stand: 18. Juni 2024 | Stand: 18. Juni 2024 | Stand: 18. Juni 2024 | Stand: 18. Juni 2024 | Stand: 18. Juni 2024 | Stand: 18. Juni 2024 | Stand: 18. Juni 2024 |

#### Wickets
| ODI                  | ODI                  | ODI                  | ODI                  | T20I                 | T20I                 | T20I                 | T20I                 |
| Spieler              | Zeitraum             | ODIs                 | Wickets              | Spieler              | Zeitraum             | T20Is                | Wickets              |
| -------------------- | -------------------- | -------------------- | -------------------- | -------------------- | -------------------- | -------------------- | -------------------- |
| Chad Soper           | 2016–2023            | 56                   | 70                   | Norman Vanua         | 2015–heute           | 58                   | 66                   |
| Norman Vanua         | 2014–2023            | 57                   | 61                   | Charles Amini        | 2015–heute           | 59                   | 47                   |
| Assad Vala           | 2014–2023            | 66                   | 55                   | Assad Vala           | 2015–heute           | 63                   | 37                   |
| Semo Kamea           | 2022–2023            | 22                   | 33                   | Kabua Morea          | 2021–heute           | 21                   | 34                   |
| Charles Amini        | 2014–2023            | 49                   | 32                   | Chad Soper           | 2015–heute           | 31                   | 34                   |
| Stand: 18. Juni 2024 | Stand: 18. Juni 2024 | Stand: 18. Juni 2024 | Stand: 18. Juni 2024 | Stand: 18. Juni 2024 | Stand: 18. Juni 2024 | Stand: 18. Juni 2024 | Stand: 18. Juni 2024 |

### Mannschaftskapitäne
Bisher haben insgesamt zwei Spieler als Kapitän für Papua-Neuguinea bei einem ODI fungiert und vier für ein T20I.
| ODI | ODI         | ODI        | T20I         | T20I       |
| Nr. | Name        | Zeitraum   | Name         | Zeitraum   |
| --- | ----------- | ---------- | ------------ | ---------- |
| 1   | Chris Amini | 2014       | Jack Vare    | 2015–2016  |
| 2   | Assad Vala  | 2016–heute | Assad Vala   | 2016–heute |
| 3   |             |            | Tony Ura     | 2024       |
| 4   |             |            | Norman Vanua | 2024       |

## Bilanz
Die Mannschaft hat die folgenden Bilanzen gegen die Vollmitglieder des ICC im ODI- und Twenty20-Cricket (Stand: 23. September 2024).
| Gegner      | ODIs | ODIs | ODIs | ODIs | ODIs | T20Is | T20Is | T20Is | T20Is | T20Is |
| Gegner      | Sp.  | S    | U    | N    | NR   | Sp.   | S     | U     | N     | NR    |
| ----------- | ---- | ---- | ---- | ---- | ---- | ----- | ----- | ----- | ----- | ----- |
| Afghanistan | 0    | 0    | 0    | 0    | 0    | 2     | 0     | 0     | 2     | 0     |
| Bangladesch | 0    | 0    | 0    | 0    | 0    | 1     | 0     | 0     | 1     | 0     |
| Irland      | 1    | 0    | 0    | 1    | 0    | 4     | 2     | 0     | 2     | 0     |
| Neuseeland  | 0    | 0    | 0    | 0    | 0    | 1     | 0     | 0     | 1     | 0     |
| Simbabwe    | 0    | 0    | 0    | 0    | 0    | 1     | 0     | 0     | 1     | 0     |
| West Indies | 1    | 0    | 0    | 1    | 0    | 1     | 0     | 0     | 1     | 0     |

## Internationale Turniere

### Cricket World Cup
- 1975: nicht qualifiziert
- 1979: nicht qualifiziert (Qualifikation)
- 1983: nicht qualifiziert (Qualifikation)
- 1987: nicht qualifiziert (Qualifikation)
- 1992: nicht qualifiziert (Qualifikation)
- 1996: nicht qualifiziert (Qualifikation)
- 1999: nicht qualifiziert (Qualifikation)
- 2003: nicht qualifiziert (Qualifikation)
- 2007: nicht qualifiziert (Qualifikation)
- 2011: nicht qualifiziert
- 2015: nicht qualifiziert (Qualifikation)
- 2019: nicht qualifiziert (Qualifikation)
- 2023: nicht qualifiziert (Vorqualifikation)
- 2027: laufende Qualifikation

### Champions Trophy
- 1998: nicht qualifiziert
- 2000: nicht qualifiziert
- 2002: nicht qualifiziert
- 2004: nicht qualifiziert
- 2006: nicht qualifiziert
- 2009: nicht qualifiziert
- 2013: nicht qualifiziert
- 2017: nicht qualifiziert
- 2025: nicht qualifiziert

### T20 World Cup
- 2007: nicht qualifiziert
- 2009: nicht qualifiziert
- 2010: nicht qualifiziert
- 2012: nicht qualifiziert (Qualifikation)
- 2014: nicht qualifiziert (Qualifikation)
- 2016: nicht qualifiziert (Qualifikation)
- 2021: Vorrunde (Qualifikation)
- 2022: nicht qualifiziert (Qualifikation)
- 2024: Vorrunde (Qualifikation)

### ICC Intercontinental Cup
- 2004: nicht qualifiziert
- 2005: nicht qualifiziert
- 2006: nicht qualifiziert
- 2007–08: nicht qualifiziert
- 2009–10: nicht qualifiziert
- 2011–13: nicht qualifiziert
- 2015–17: 7. Platz